# بوستییو د چابس
بوستییو د چابس (به اسپانیایی: Bustillo de Chaves) یک شهرستان در اسپانیا است که در استان وایادولید واقع شده‌است.